# YG Marley
YG Marley, de son vrai nom Joshua Marley, né le 5 décembre 2001, est un chanteur et auteur-compositeur américain. Il est le fils de l'artiste américaine Lauryn Hill et du footballeur Rohan Marley, et le petit-fils du pionnier du reggae Bob Marley.

## Jeunesse et carrière
YG Marley est né le 5 décembre 2001 à Beverly Hills, en Californie. Il est le fils de la chanteuse et rappeuse américaine Lauryn Hill et du footballeur jamaïcain Rohan Marley. Il est également le petit-fils de l'icône du reggae Bob Marley.
Le 27 décembre 2023, il sort son tout premier single, Praise Jah in the Moonlight. Le morceau, qui reprend en partie le titre de Bob Marley Crisis issu de l'album Kaya, devient rapidement un succès et entre dans le Billboard Hot 100 en janvier 2024.
En janvier 2024, il est annoncé parmi les artistes programmés lors de l'édition 2024 de Coachella.
Le 14 mai 2024, il sort son second single, Survival.